# La Bastide (Pyrénées-Orientales)
Pour les articles homonymes, voir La Bastide.
La Bastide  est une commune française située dans le centre du département des Pyrénées-Orientales, en région Occitanie. Sur le plan historique et culturel, la commune est dans le Vallespir, ancienne vicomté (englobée au Moyen Âge dans la vicomté de Castelnou), rattachée à la France par le traité des Pyrénées (1659) et correspondant approximativement à la vallée du Tech, de sa source jusqu'à Céret.
Exposée à un climat océanique altéré, elle est drainée par le Boulès et par divers autres petits cours d'eau. La commune possède un patrimoine naturel remarquable composé de quatre zones naturelles d'intérêt écologique, faunistique et floristique.
La Bastide est une commune rurale qui compte 62 habitants en 2022, après avoir connu un pic de population de 577 habitants en 1846. Ses habitants sont appelés les Bastidois ou Bastidoises.

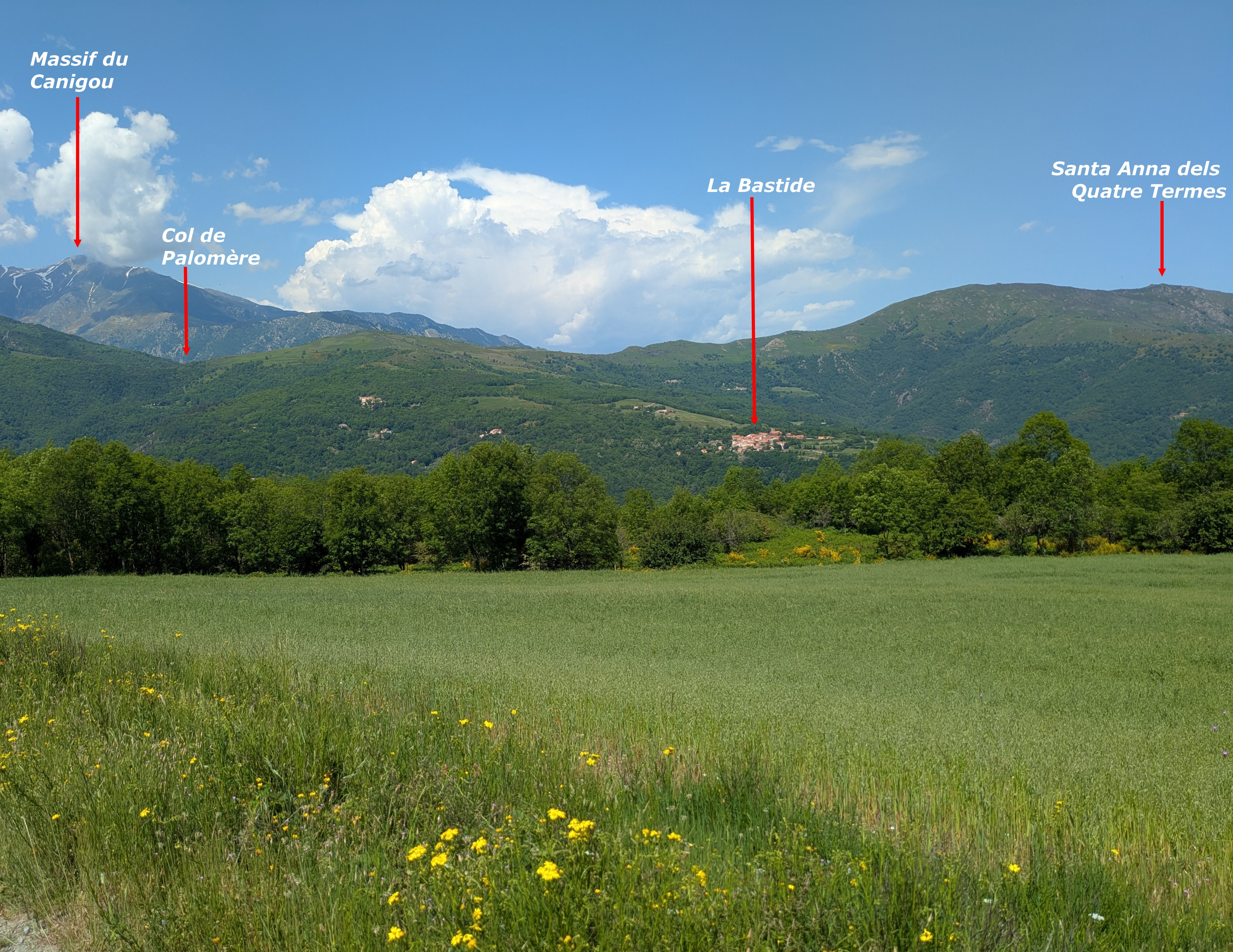
La Bastide - situation

## Géographie

### Localisation
La commune de Bastide se trouve dans le département des Pyrénées-Orientales, en région Occitanie.
Elle se situe à 30 km à vol d'oiseau de Perpignan, préfecture du département, à 15 km de Céret, sous-préfecture, et à 10 km d'Amélie-les-Bains-Palalda, bureau centralisateur du canton du Canigou dont dépend la commune depuis 2015 pour les élections départementales.
La commune fait en outre partie du bassin de vie d'Ille-sur-Têt.
Les communes les plus proches sont :
Saint-Marsal (2,8 km), Prunet-et-Belpuig (3,4 km), Boule-d'Amont (4,1 km), Taulis (4,4 km), Valmanya (4,6 km), Baillestavy (5,6 km), Glorianes (5,6 km), Calmeilles (7,0 km).
Sur le plan historique et culturel, La Bastide fait partie du Vallespir, ancienne vicomté (englobée au Moyen Âge dans la vicomté de Castelnou), rattachée à la France par le traité des Pyrénées (1659) et correspondant approximativement à la vallée du Tech, de sa source jusqu'à Céret.

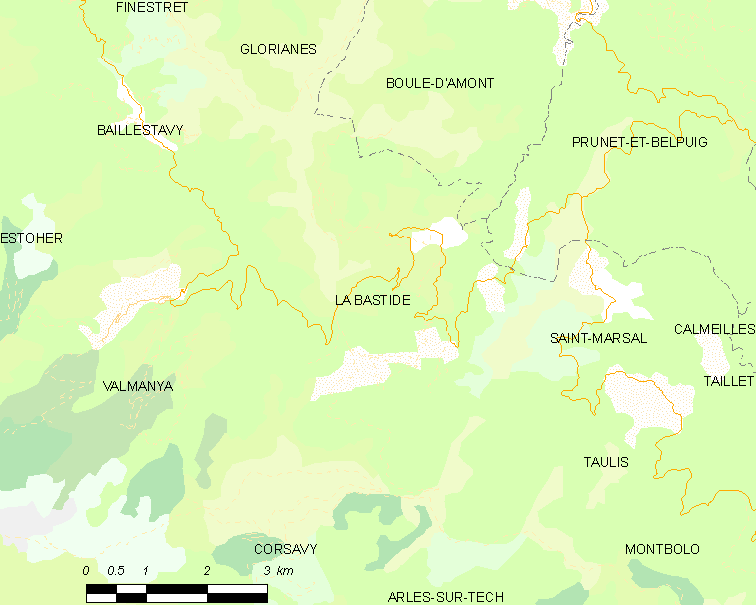
Situation de la commune.

| Glorianes   | Boule-d'Amont | Prunet-et-Belpuig |
| Baillestavy | La Bastide    | Saint-Marsal      |
| Valmanya    | Corsavy       |                   |

### Géologie et relief
La commune de La Bastide se situe vers l'extrémité orientale de la zone axiale de la chaîne de montagnes des Pyrénées. Elle se situe aussi dans la partie occidentale de l'unité des Aspres. La commune est principalement constituée de formations paléozoïques et plus anciennes (datant d'environ 600 Ma à environ 300 Ma) - notamment des formations sédimentaires métamorphisées (schistes, pélites, niveaux carbonatés, etc), ainsi que de granites, diorites et autres formations intrusives,.
Des filons ferrugineux traversent certaines des formations carbonatés. Le minerai de fer a été extrait dans le passé à El Menerots (ou Manerots),.

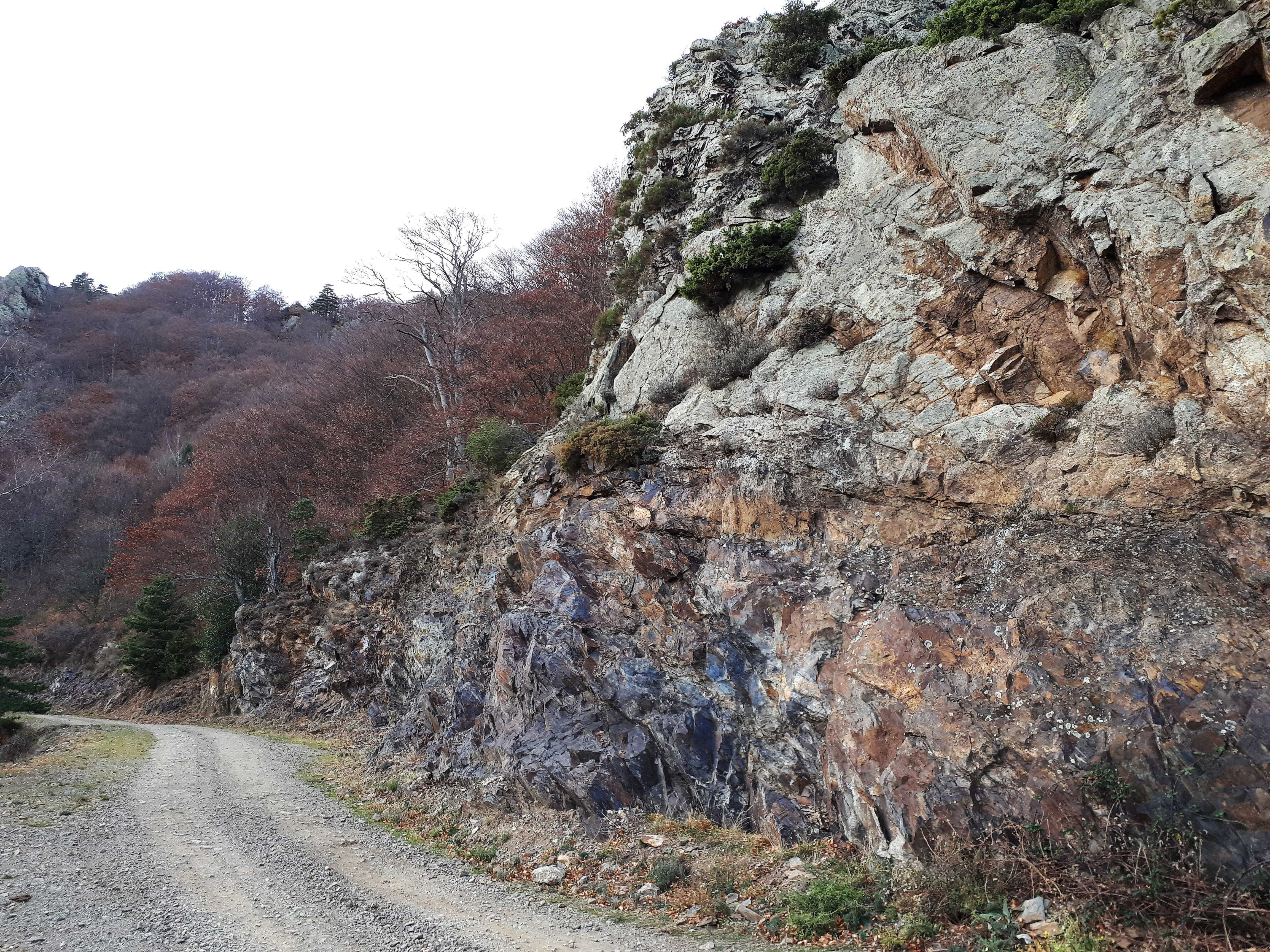
Filon ferrugineux, sous granite, près de l'ancienne mine de fer, El Menerots (ou Manerots).
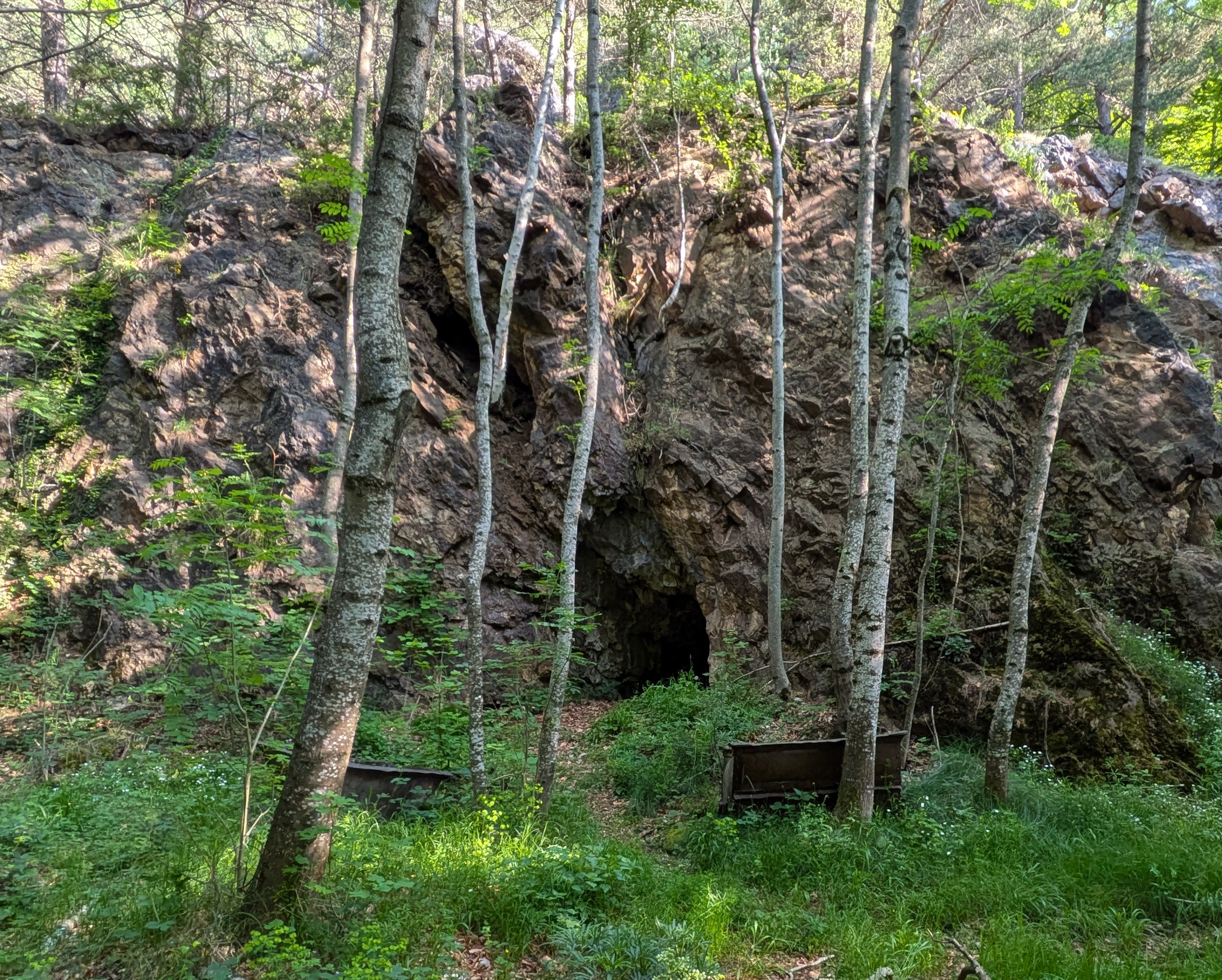
Ancienne entrée de la mine, El Menerots[9].

La superficie de la commune est de 1 563 hectares. L'altitude varie entre 545 et 1 780 mètres. Le centre du village est à une altitude de 780 m (ce qui fait de la Bastide le plus haut village des Aspres).
La commune est classée en zone de sismicité 4, correspondant à une sismicité moyenne.

### Climat
Pour des articles plus généraux, voir Climat de l'Occitanie et Climat des Pyrénées-Orientales.
En 2010, le climat de la commune est de type climat méditerranéen altéré, selon une étude du CNRS s'appuyant sur une série de données couvrant la période 1971-2000. En 2020, Météo-France publie une typologie des climats de la France métropolitaine dans laquelle la commune est dans une zone de transition entre le climat de montagne et le climat méditerranéen et est dans la région climatique Pyrénées orientales, caractérisée par une faible pluviométrie, un très bon ensoleillement (2 600 h/an), un air sec, particulièrement en hiver et peu de brouillards.
Pour la période 1971-2000, la température annuelle moyenne est de 12,1 °C, avec une amplitude thermique annuelle de 14,5 °C. Le cumul annuel moyen de précipitations est de 828 mm, avec 5,5 jours de précipitations en janvier et 4,3 jours en juillet. Pour la période 1991-2020, la température moyenne annuelle observée sur la station météorologique la plus proche, située sur la commune de Caixas à 9 km à vol d'oiseau, est de 15,5 °C et le cumul annuel moyen de précipitations est de 729,7 mm,. Pour l'avenir, les paramètres climatiques de la commune estimés pour 2050 selon différents scénarios d’émission de gaz à effet de serre sont consultables sur un site dédié publié par Météo-France en novembre 2022.

### Milieux naturels et biodiversité
L’inventaire des zones naturelles d'intérêt écologique, faunistique et floristique (ZNIEFF) a pour objectif de réaliser une couverture des zones les plus intéressantes sur le plan écologique, essentiellement dans la perspective d’améliorer la connaissance du patrimoine naturel national et de fournir aux différents décideurs un outil d’aide à la prise en compte de l’environnement dans l’aménagement du territoire.
Une ZNIEFF de type 1 est recensée sur la commune :
la « vallée de la Lentilla » (2 851 ha), couvrant 2 communes du département et trois ZNIEFF de type 2, :
- « le Vallespir » (47 344 ha), couvrant 18 communes du département[21] ;
- le « massif des Aspres » (28 819 ha), couvrant 37 communes du département[22] ;
- le « massif du Canigou » (19 263 ha), couvrant 15 communes du département[23].

Carte des ZNIEFF de type 1 et 2 à La Bastide.
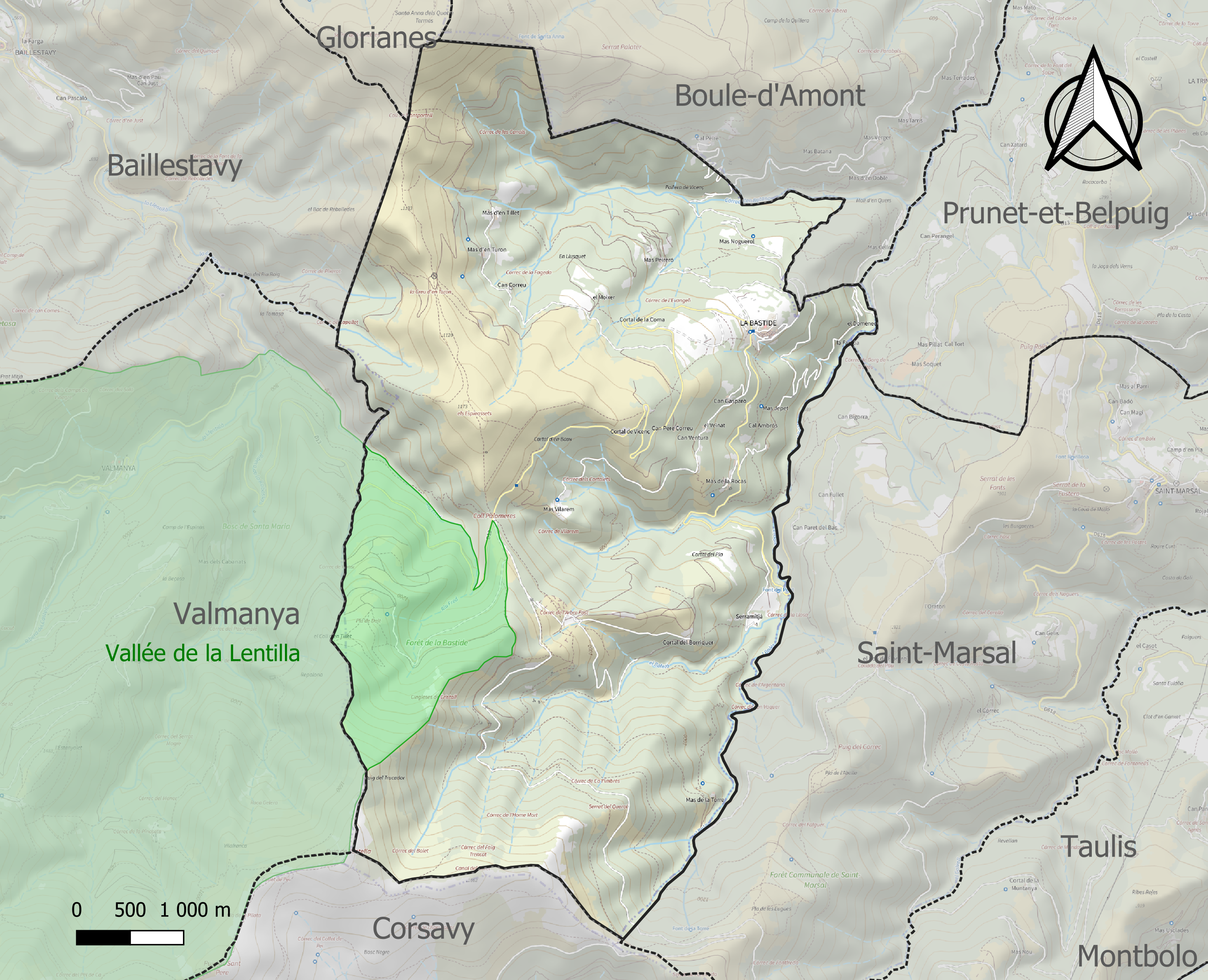
Carte de la ZNIEFF de type 1 sur la commune.
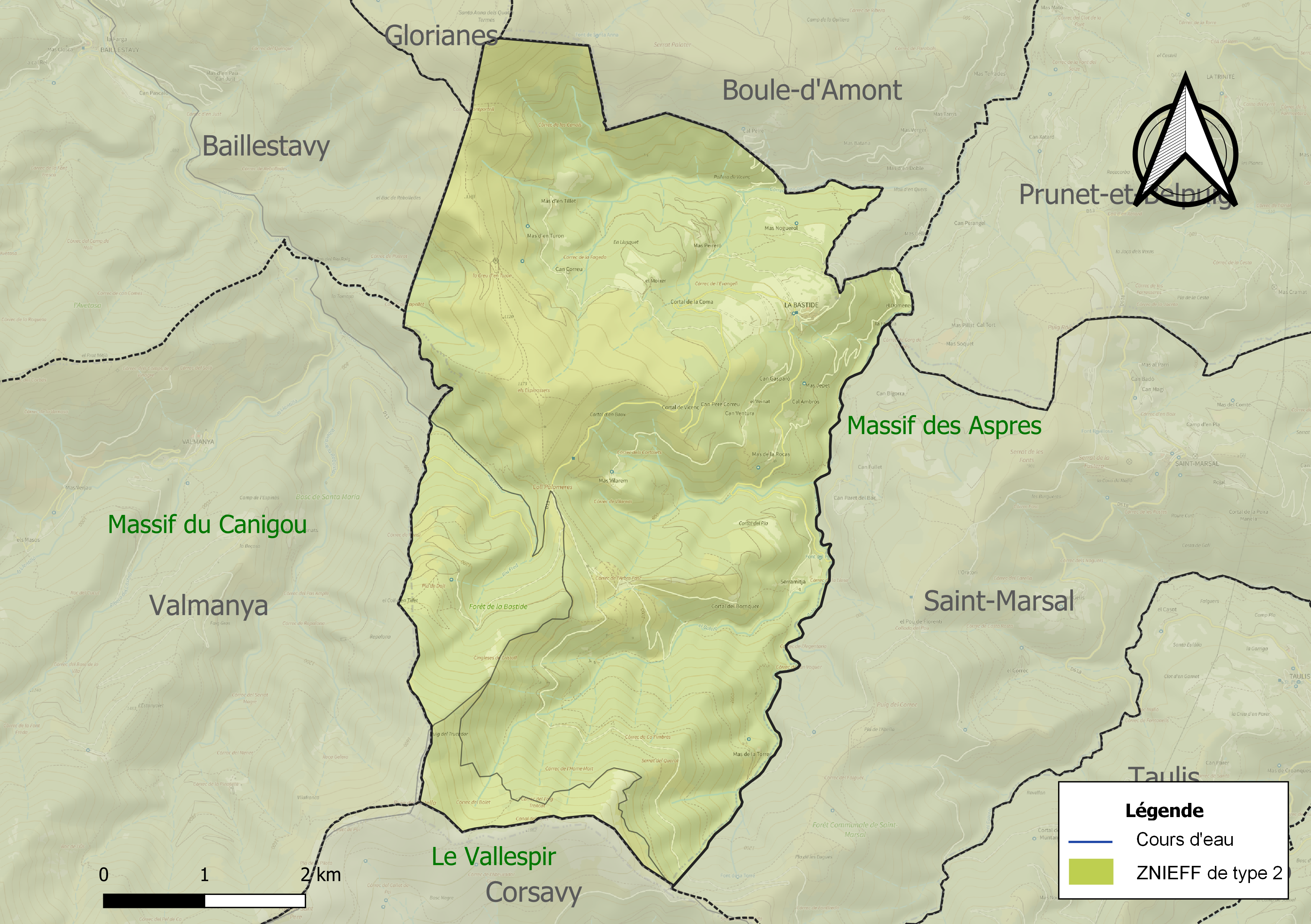
Carte des ZNIEFF de type 2 sur la commune.

## Urbanisme

### Typologie
Au 1er janvier 2024, La Bastide est catégorisée commune rurale à habitat très dispersé, selon la nouvelle grille communale de densité à sept niveaux définie par l'Insee en 2022.
Elle est située hors unité urbaine et hors attraction des villes,.

### Occupation des sols
L'occupation des sols de la commune, telle qu'elle ressort de la base de données européenne d’occupation biophysique des sols Corine Land Cover (CLC), est marquée par l'importance des forêts et milieux semi-naturels (97,9 % en 2018), une proportion identique à celle de 1990 (97,9 %). La répartition détaillée en 2018 est la suivante :
forêts (53,9 %), milieux à végétation arbustive et/ou herbacée (44 %), zones agricoles hétérogènes (2,1 %). L'évolution de l’occupation des sols de la commune et de ses infrastructures peut être observée sur les différentes représentations cartographiques du territoire : la carte de Cassini (XVIIIe siècle), la carte d'état-major (1820-1866) et les cartes ou photos aériennes de l'IGN pour la période actuelle (1950 à aujourd'hui).

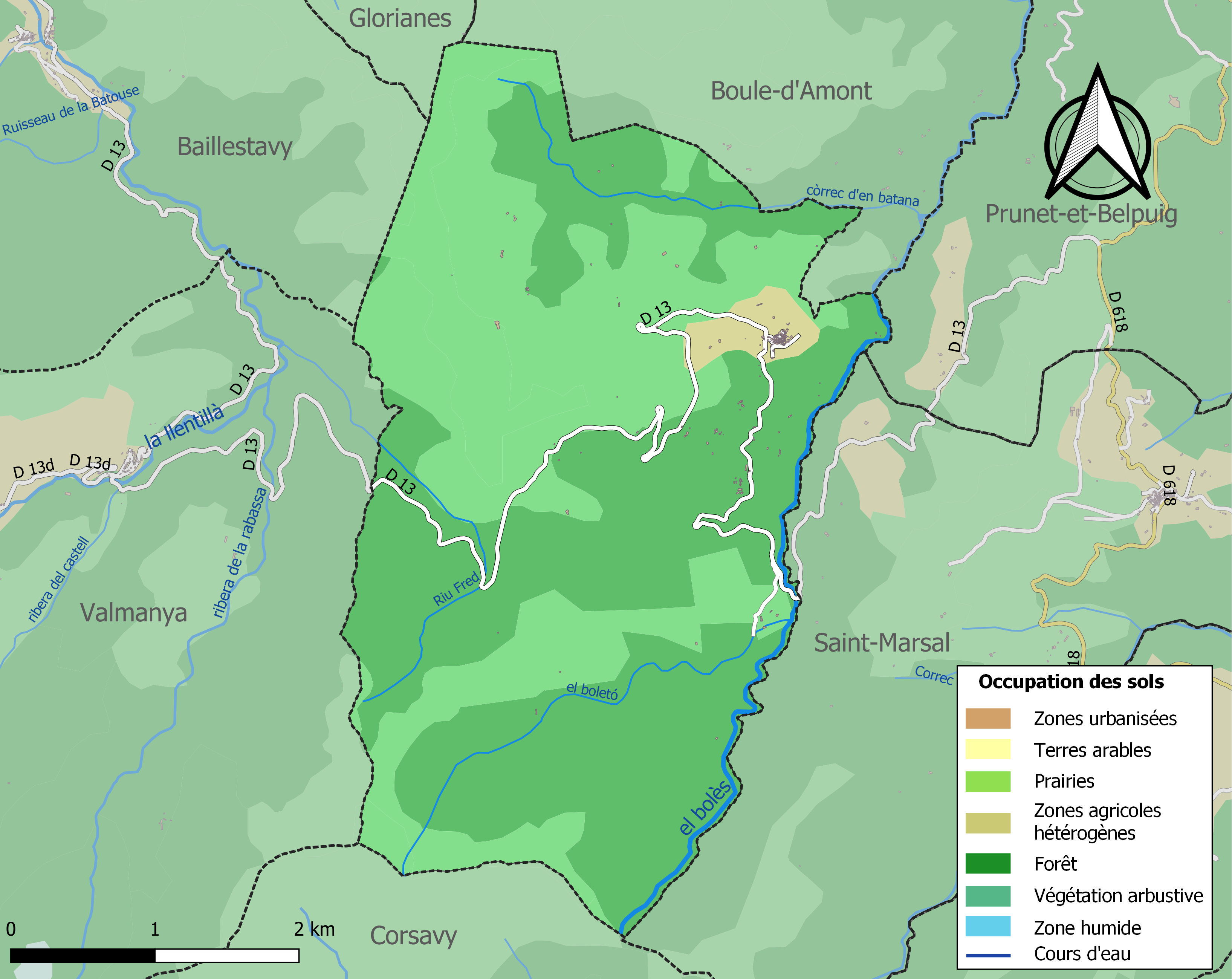
Carte des infrastructures et de l'occupation des sols de la commune en 2018 (CLC).

### Risques majeurs
Le territoire de la commune de Bastide est vulnérable à différents aléas naturels : inondations, climatiques (grand froid ou canicule), feux de forêts, mouvements de terrains et séisme (sismicité moyenne). Il est également exposé à deux risques particuliers, les risques radon et minier,.

#### Risques naturels
Certaines parties du territoire communal sont susceptibles d’être affectées par le risque d’inondation par crue torrentielle de cours d'eau du bassin de la Têt.
Les mouvements de terrains susceptibles de se produire sur la commune sont soit des mouvements liés au retrait-gonflement des argiles, soit des glissements de terrains, soit des chutes de blocs. Une cartographie nationale de l'aléa retrait-gonflement des argiles permet de connaître les sols argileux ou marneux susceptibles vis-à-vis de ce phénomène.

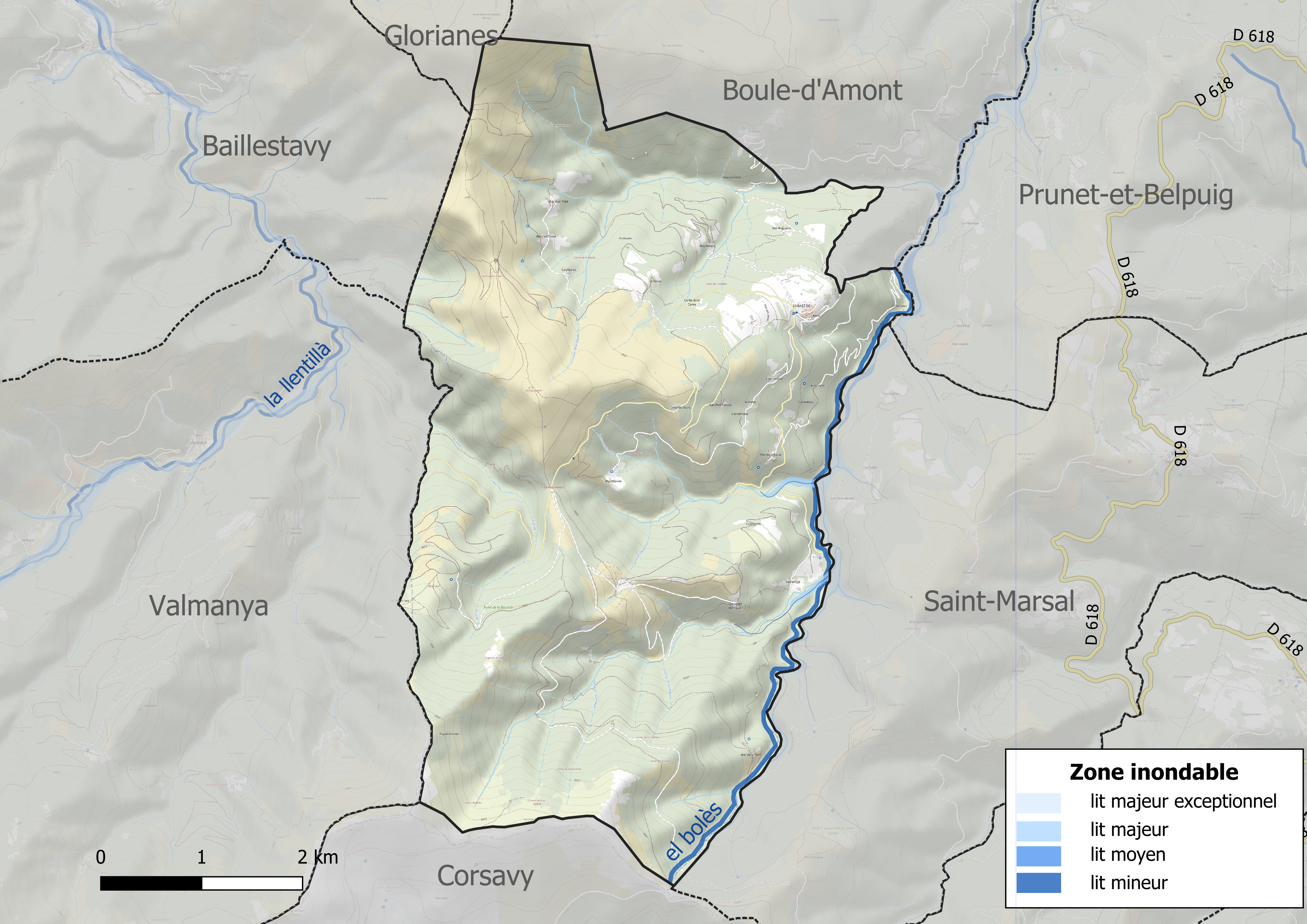
Carte des zones inondables.
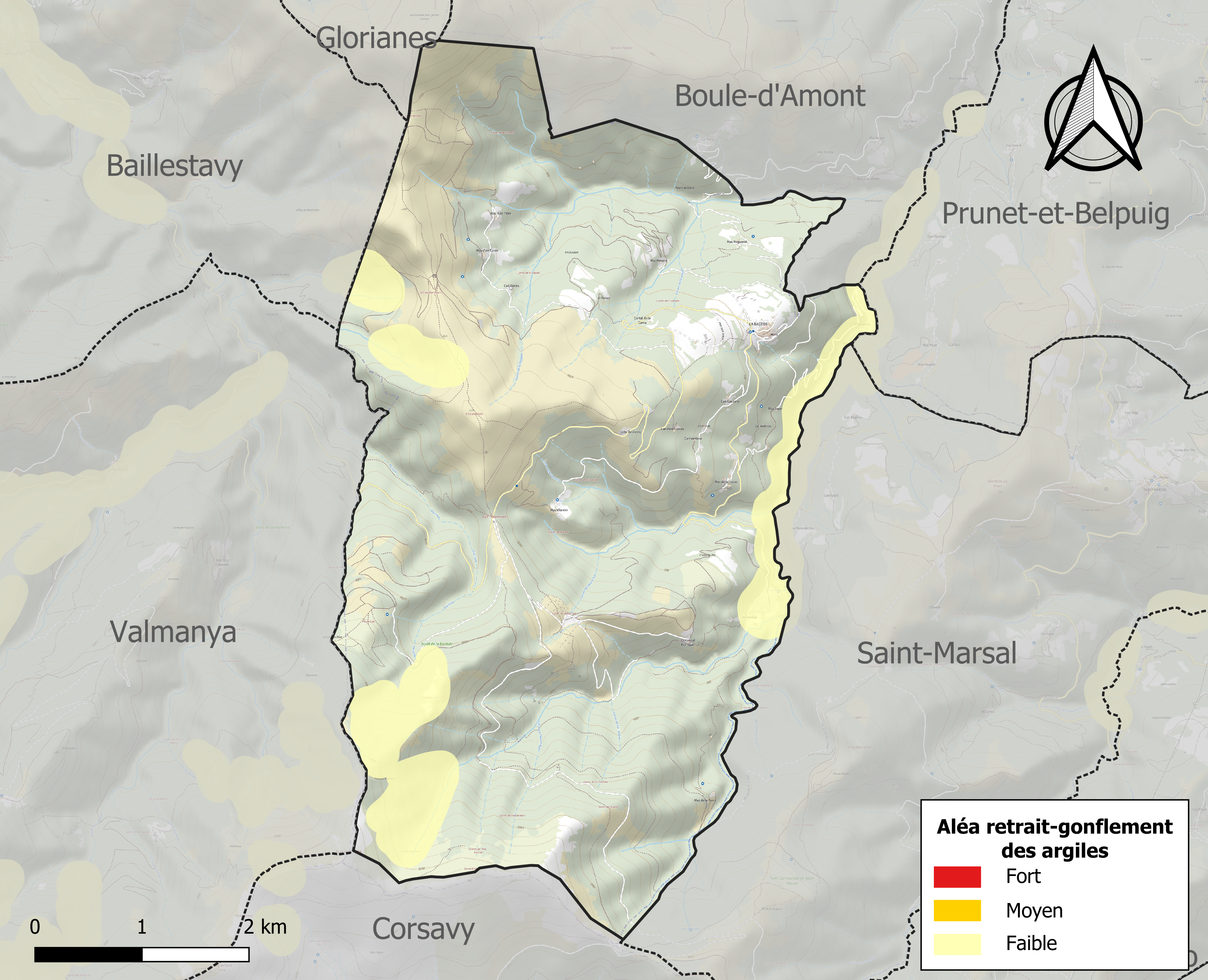
Carte des zones d'aléa retrait-gonflement des argiles.

#### Risque particulier
La commune est concernée par le risque minier, principalement lié à l’évolution des cavités souterraines laissées à l’abandon et sans entretien après l’exploitation des mines.
Dans plusieurs parties du territoire national, le radon, accumulé dans certains logements ou autres locaux, peut constituer une source significative d’exposition de la population aux rayonnements ionisants. Toutes les communes du département sont concernées par le risque radon à un niveau plus ou moins élevé. Selon la classification de 2018, la commune de Bastide est classée en zone 2, à savoir zone à potentiel radon faible mais sur lesquelles des facteurs géologiques particuliers peuvent faciliter le transfert du radon vers les bâtiments.

## Toponymie
En catalan, le nom de la commune est La Bastida.
Le village de La Bastide est jadis connu sous le nom de Mollet ou Molletell jusqu'à la fin du XIIIe siècle. On trouve les mentions suivantes : Moletum en 1009, Molled en 1011, Molletello en 1046. On trouve le nom de Sant Miquel de Mollett (eccl. S. Michaelis de Molleto vel Molletello) dès 1011 afin d'éviter la confusion avec un autre Mollet, en fait Santa Maria de Molled devenu l'actuel Montferrer.
Le nom de La Bastide apparaît à partir de 1267 (cella S. Michaelis de Bastida) à la suite de la restauration complète des fortifications.

## Histoire
Le village de La Bastide est incorporé à la vicomté de Vallespir vers 990. Les premiers seigneurs furent la famille des Cortsavi-Serrallonga.

## Politique et administration

### Canton
En 1790, la commune de La Bastide est incluse dans le canton d'Arles-sur-Tech.
Depuis les élections ayant suivi la réforme de 2014, elle fait partie du canton du Canigou.

### Liste des maires
| Période | Période          | Identité           | Étiquette | Qualité     |
| ------- | ---------------- | ------------------ | --------- | ----------- |
|         |                  |                    |           |             |
| 1862    | 1865             | Pierre Touron      |           |             |
| 1865    | 1865             | Jean Malé          |           |             |
| 1865    | 1870             | Jean Touron        |           |             |
| 1870    | 1876             | Paul Faitg         |           |             |
| 1876    | 1881             | Noell              |           |             |
| 1881    | 1883             | Jean Carbonell     |           |             |
| 1883    | 1887             | Joseph Taix        |           |             |
| 1887    | 1896             | Laguerre           |           |             |
| 1896    | 1900             | Pierre Touron      |           |             |
| 1900    | 1904             | Vincent Noell      |           |             |
| 1904    | 1908             | Jean Coste         |           |             |
| 1908    | 1912             | Jean Noell         |           |             |
| 1912    | 1916             | Joseph Sarrahy     |           |             |
| 1916    | 1918             | Pierre Carrère     |           |             |
| 1918    | 1928             | Joseph Sarrahy     |           |             |
| 1928    | 1931 (démission) | Jacques Carrère    | Radical   |             |
| 1931    | 1949             | Jean Casteil       | SFIO      | Cultivateur |
| 1949    | 1953             | François Puigségur |           |             |
| 1953    | 1971             | Jean Casteil       | SFIO      | Cultivateur |
| 1971    | 1995             | Roger Bails        |           |             |
| 1995    | En cours         | Daniel Baux,       |           | Artisan     |

## Population et société

### Démographie ancienne
La population est exprimée en nombre de feux (f) ou d'habitants (H).
| 1365 | 1378 | 1470 | 1515 | 1553 | 1643 | 1709 | 1720 | 1730 |
| ---- | ---- | ---- | ---- | ---- | ---- | ---- | ---- | ---- |
| 60 f | 52 f | 24 f | 17 f | 23 f | 42 f | 28 f | 30 f | 64 f |

| 1767  | 1774 | 1789 | 1790  | - | - | - | - | - |
| ----- | ---- | ---- | ----- | - | - | - | - | - |
| 363 H | 60 f | 77 f | 262 H | - | - | - | - | - |

Notes :
- 1515 : pour La Bastide et Boule-d'Amont ;
- 1553 : pour La Bastide et Casefabre.

### Démographie contemporaine
L'évolution du nombre d'habitants est connue à travers les recensements de la population effectués dans la commune depuis 1793. Pour les communes de moins de 10 000 habitants, une enquête de recensement portant sur toute la population est réalisée tous les cinq ans, les populations de référence des années intermédiaires étant quant à elles estimées par interpolation ou extrapolation. Pour la commune, le premier recensement exhaustif entrant dans le cadre du nouveau dispositif a été réalisé en 2005.

En 2022, la commune comptait 62 habitants, en évolution de −15,07 % par rapport à 2016 (Pyrénées-Orientales : +3,92 %, France hors Mayotte : +2,11 %).
| 1793 | 1800 | 1806 | 1821 | 1831 | 1836 | 1841 | 1846 | 1851 |
| ---- | ---- | ---- | ---- | ---- | ---- | ---- | ---- | ---- |
| 425  | 387  | 397  | 416  | 561  | 509  | 565  | 577  | 555  |

| 1856 | 1861 | 1866 | 1872 | 1876 | 1881 | 1886 | 1891 | 1896 |
| ---- | ---- | ---- | ---- | ---- | ---- | ---- | ---- | ---- |
| 532  | 509  | 475  | 466  | 453  | 468  | 429  | 445  | 400  |

| 1901 | 1906 | 1911 | 1921 | 1926 | 1931 | 1936 | 1946 | 1954 |
| ---- | ---- | ---- | ---- | ---- | ---- | ---- | ---- | ---- |
| 403  | 408  | 404  | 322  | 270  | 267  | 230  | 183  | 116  |

| 1962 | 1968 | 1975 | 1982 | 1990 | 1999 | 2005 | 2006 | 2010 |
| ---- | ---- | ---- | ---- | ---- | ---- | ---- | ---- | ---- |
| 109  | 80   | 70   | 65   | 64   | 61   | 95   | 99   | 83   |

| 2015 | 2020 | 2022 | - | - | - | - | - | - |
| ---- | ---- | ---- | - | - | - | - | - | - |
| 73   | 68   | 62   | - | - | - | - | - | - |

| selon la population municipale des années : | 1968 | 1975 | 1982 | 1990 | 1999 | 2006 | 2009 | 2013 |
| Rang de la commune dans le département      | 171  | 191  | 192  | 197  | 199  | 180  | 187  | 191  |
| Nombre de communes du département           | 232  | 217  | 220  | 225  | 226  | 226  | 226  | 226  |

### Manifestations culturelles et festivités
- Fête communale : Fête de la Sainte Trinité[44].

## Économie

### Emploi
|                | 2008   | 2013   | 2018   |
| -------------- | ------ | ------ | ------ |
| Commune        | 17 %   | 19 %   | 22,7 % |
| Département    | 10,3 % | 12,9 % | 13,3 % |
| France entière | 8,3 %  | 10 %   | 10 %   |

En 2018, la population âgée de 15 à 64 ans s'élève à 37 personnes, parmi lesquelles on compte 72,7 % d'actifs (50 % ayant un emploi et 22,7 % de chômeurs) et 27,3 % d'inactifs,. Depuis 2008, le taux de chômage communal (au sens du recensement) des 15-64 ans est supérieur à celui de la France et du département.
La commune est hors attraction des villes,. Elle compte 22 emplois en 2018, contre 16 en 2013 et 27 en 2008. Le nombre d'actifs ayant un emploi résidant dans la commune est de 19, soit un indicateur de concentration d'emploi de 119,8 % et un taux d'activité parmi les 15 ans ou plus de 43,3 %.
Sur ces 19 actifs de 15 ans ou plus ayant un emploi, 17 travaillent dans la commune, soit 89 % des habitants. Pour se rendre au travail, 45,4 % des habitants utilisent un véhicule personnel ou de fonction à quatre roues, 17 % s'y rendent en deux-roues, à vélo ou à pied et 37,6 % n'ont pas besoin de transport (travail au domicile).

### Activités hors agriculture
7 établissements sont implantés à la Bastide au 31 décembre 2019.
Le secteur de l'administration publique, l'enseignement, la santé humaine et l'action sociale est prépondérant sur la commune puisqu'il représente 28,6 % du nombre total d'établissements de la commune (2 sur les 7 entreprises implantées à La Bastide), contre 13,9 % au niveau départemental.

### Agriculture
|               | 1988 | 2000 | 2010 | 2020 |
| ------------- | ---- | ---- | ---- | ---- |
| Exploitations | 4    | 7    | 9    | 4    |
| SAU (ha)      | 325  | 646  | 601  | 452  |

La commune est dans les « Vallespir et Albères », une petite région agricole située dans le sud du département des Pyrénées-Orientales. En 2020, l'orientation technico-économique de l'agriculture  sur la commune est l'élevage d'ovins ou de caprins. Quatre exploitations agricoles ayant leur siège dans la commune sont dénombrées lors du recensement agricole de 2020 (quatre en 1988). La superficie agricole utilisée est de 452 ha,,.

## Culture locale et patrimoine

### Monuments et lieux touristiques

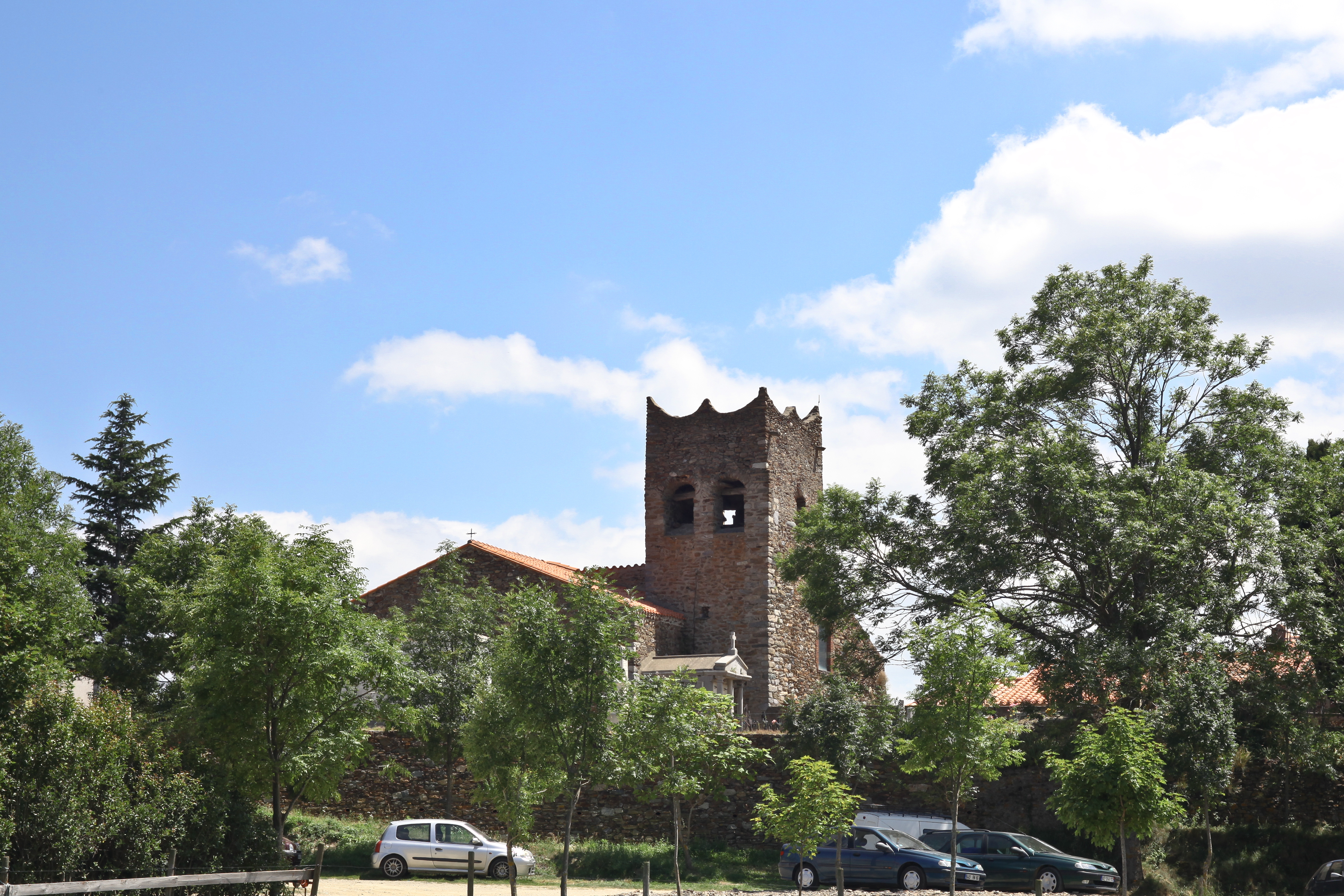
L'église

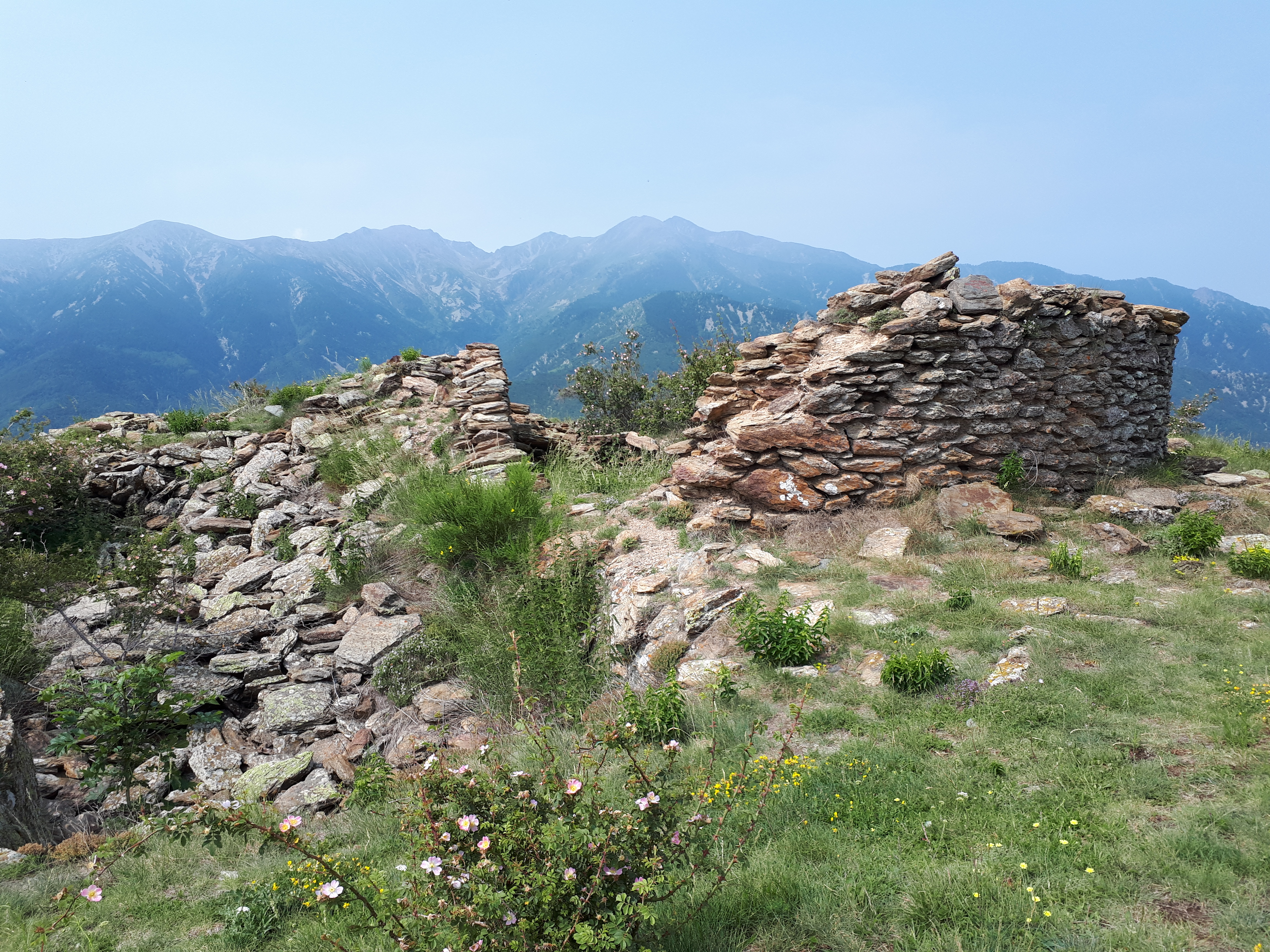
Chapelle Santa Anna dels Quatre Termes

- Église Saint-Michel de La Bastide : église romane.
- Chapelle Santa Anna dels Quatre Termes ou chapelle Sainte-Anne-des-Quatre-Termes : citée dès 1587, elle est située sur un plateau isolé près du sommet du même nom et est aujourd'hui en ruines[11].
- Chapelle Saint-Michel de Mollet.
- Vestiges du château : cité en 1359 (castell de la Bastida), l'église Saint-Michel se trouve en son sein[11].
- Le château de Cristall : cité en 1194 (castellum de Cristall), il est construit sur un piton rocheux et surveille le col de Palomère (altitude de 1 036 mètres) vers Valmanya[11].